# بخش میامی (شهرستان گرین، اوهایو)
بخش میامی (به انگلیسی: Miami Township) یک منطقهٔ مسکونی در ایالات متحده آمریکا است که در شهرستان گرین، اوهایو واقع شده‌است.
 بخش میامی ۷۱٫۵ کیلومتر مربع مساحت و ۴٬۷۹۰ نفر جمعیت دارد و ۳۱۰ متر بالاتر از سطح دریا واقع شده‌است.